# Emanuela Brizio
Emanuela Brizio (Verbania, 10 de setembre de 1968) és una corredora de muntanya italiana. Va esdevenir campiona del món de curses de muntanya (Skyrunner World Series) l'any 2009 i 2010. Resideix a la localitat piemontesa d'Aurano, i competeix amb l'equip Valetudo Skyrunning Italia.

## Resultats seleccionats
- 2004:
  - 1r lloc a la Zegama-Aizkorri (País Basc)[3]
  - 1r lloc a la Valmalenco-Valposchiavo (Itàlia)[3]

- 2005:
  - 1r lloc a la Valmalenco-Valposchiavo (Itàlia)[3]

- 2009:
  - 1r lloc a la Copa del Món de curses de muntanya de 2009[1]
  - 1r lloc a la Irazú SkyRace (Costa Rica)[1]
  - 1r lloc a la Zegama-Aizkorri (País Basc)[1]
  - 1r lloc a la Vallnord SkyRace (Andorra)[1]
  - 1r lloc a la Mount Kinabalu Climbathon (Malàisia)[1]